# Beverly (Kansas)
Beverly és una població dels Estats Units a l'estat de Kansas. Segons el cens del 2000 tenia 199 habitants.

## Demografia
Segons el cens del 2000, Beverly tenia 199 habitants, 73 habitatges, i 55 famílies. La densitat de població era de 384,2 habitants per km².
Dels 73 habitatges en un 27,4% hi vivien nens de menys de 18 anys, en un 64,4% hi vivien parelles casades, en un 8,2% dones solteres, i en un 23,3% no eren unitats familiars. En el 20,5% dels habitatges hi vivien persones soles el 8,2% de les quals corresponia a persones de 65 anys o més que vivien soles. El nombre mitjà de persones vivint en cada habitatge era de 2,73 i el nombre mitjà de persones que vivien en cada família era de 3,05.
Per edats la població es repartia de la següent manera: un 32,7% tenia menys de 18 anys, un 5% entre 18 i 24, un 24,1% entre 25 i 44, un 22,6% de 45 a 60 i un 15,6% 65 anys o més.
L'edat mediana era de 36 anys. Per cada 100 dones de 18 o més anys hi havia 97,1 homes.
La renda mediana per habitatge era de 21.750 $ i la renda mediana per família de 23.472 $. Els homes tenien una renda mediana de 29.167 $ mentre que les dones 23.333 $. La renda per capita de la població era d'11.274 $. Entorn del 19,1% de les famílies i el 14,6% de la població estaven per davall del llindar de pobresa.

## Poblacions més properes
El següent diagrama mostra les poblacions més properes.